# Port lotniczy Chub Cay
Port lotniczy Chub Cay – port lotniczy zlokalizowany na wyspie Chub Cay, w miejscowości Frazers Hog Cay (Bahamy).